# Вулиця Петра Свинаренка
Вулиця Петра Свинаренка  — вулиця в Новобаварському районі Харкова. Вулиця названа на честь голови Харківської обласної ради початку 1940-их років Петра Свинаренка.

## Опис
Вулиця починається на розі з вулицею Костянтина Калініна та завершується перетином з проспектом Ново-Баварським. Довжина вулиці 478 метра.
Забудована багатоповерховими житловими будинками та кількома приватними. З соціальної забудови на вулиці розташований дошкільний навчальний заклад № 18 комбінованого типу та дитяча спортивна юнацька школа № 5 Ново-Баварського району. Крім того на вулиці є кілька крамниць.
Найближчою зупинкою громадського транспорту є Культурно-діловий центр «Нова Баварія», де проходять автобусні та тролейбусні маршрути.

## Цікаві факти
- Будинок № 1 по вулиці Петра Свинаренка є найбільшим у Новій Баварії та прилеглих місцевостях. В ньому 12 поверхів.